# Alfie, der liebestolle Schürzenjäger
Alfie, der liebestolle Schürzenjäger (Originaltitel: Alfie Darling) ist ein britischer Film des Regisseurs Ken Hughes aus dem Jahr 1975, und die Fortsetzung von Der Verführer läßt schön grüßen.

## Handlung
Nach den Geschehnissen aus Der Verführer lässt schön grüßen, insbesondere der Trennung von seinen Freundinnen Annie, Lily und Ruby, arbeitet Alfie nun als Fernfahrer und pendelt zwischen England und Frankreich. Weiterhin kein Kind von Traurigkeit wird er an der französischen Grenze während des Beischlafes mit einer Anhalterin von einem Zollbeamten unterbrochen, der den Wagen kontrollieren will. An seinem Zielort angekommen sieht er eine Frau in einem Sportwagen, die es ihm sofort angetan hat. Er kann ihr jedoch nicht folgen und tröstet sich zunächst mit einer Kellnerin, bei der er übernachtet. Grade noch rechtzeitig verschwindet er, bevor deren Ehemann nächtens nach Haus kehrt.
Alfie gelingt es schließlich, die geheimnisvolle Frau im Sportwagen ausfindig zu machen; es handelt sich um die Zeitschriftenredakteurin Abby. Er umwirbt sie einige Zeit lang ohne Erfolg; als sie ihm letztlich nachgibt und es zum Liebesakt kommen soll, erleidet er eine Erektionsstörung und zieht verärgert von dannen. Er stürzt sich in der Folge in One-Night-Stands um seine Schmach zu verdrängen, kommt dabei jedoch in Scherereien mit einem gehörnten Ehemann. Letztlich wird ihm jedoch klar, dass er in Wirklichkeit nur Abby will.
Alfie entschuldigt sich schließlich bei Abby für sein Verhalten, gesteht ihr seine Liebe und macht ihr einen Heiratsantrag. Abby stimmt zu, muss aber zunächst aus beruflichen Gründen für einen Tag verreisen. Beide beschließen noch am Flughafen, direkt nach ihrer Rückkehr vor den Traualtar zu treten. Am nächsten Tag wartet Alfie am Flughafen auf Abby. Als er erfährt, dass das Flugzeug abgestürzt ist und es keine Überlebenden gibt, fährt er zur Absturzstelle und trauert.

## Produktion
Wie schon bei Der Verführer lässt schön grüßen stammt die Romanvorlage von Bill Naughton. Gegenüber dem ein Jahrzehnt früher entstandenen Vorgänger kam es sowohl vor als auch hinter der Kamera zu Umbesetzungen. Die Titelrolle des Alfie übernimmt hier Alan Price von Michael Caine, Ken Hughes inszenierte anstelle von Lewis Gilbert. Jill Townsend wurde für ihre Darstellung der Abby Summers mit dem Evening Standard British Film Award in der Kategorie Vielversprechendste Nachwuchsleistung ausgezeichnet.
Alfie, der liebestolle Schürzenjäger erhielt in Deutschland keine Kinoauswertung, die Premiere erfolgte 1989 im Fernsehen auf RTL Television.

## Kritik
„Oberflächliche Liebesgeschichte in Fortsetzung von "Der Verführer läßt schön grüßen" (1965); inszenatorisch und darstellerisch enttäuschend.“